# Варан Гулда
Варан Гулда (Varanus gouldii) — представник родини варанів. Має 2 підвиди. Інша назва — «піщаний варан».

## Опис
Загальна довжина сягає 1,4—1,8 м з вагою 6 кг. За своєю будовою та кольором дуже схожий на аргусового варана. Голова витягнута, коротка, стиснута з боків. Тулуб циліндричний,довгий. Кінцівки добре розвинуті з досить довгими та потужними пазурами. Має жовтувато-коричневе забарвлення тіла з темною смугою зі світлою облямівкою. Вона проходить через око. На спині є групи жовтих цяток, а на хвості — вузькі бліді смуги, остання третина хвоста — менш яскравіша основного забарвлення та позбавлена смуг. Язик у цього варана роздвоєний на кшталт змій.

## Спосіб життя
Полюбляє рідколісся й луги. Риє досить довгі та широкі нори, куди ховається під час піщаного буревію та від жагучої спеки. Активний вдень. Харчується великими комахами, дрібними ящірками, гризунами, зміями і падлом. 
Це — яйцекладна ящірка. Самиця цього варана відкладає 10 яєць у термітники. Через 6 місяців з'являються молоді варани.

## Розповсюдження
Це — ендемік Австралії.

## Підвиди
- Varanus gouldii gouldii
- Varanus gouldii flavirufus